# Carlos Marighella
Carlos Marighella (5. prosince 1911 Salvador – 4. listopadu 1969 São Paulo) byl brazilský spisovatel, marxistický revolucionář, politik a teoretik městské guerilly. Byl aktivní v boji proti vojenské diktatuře v Brazílii.

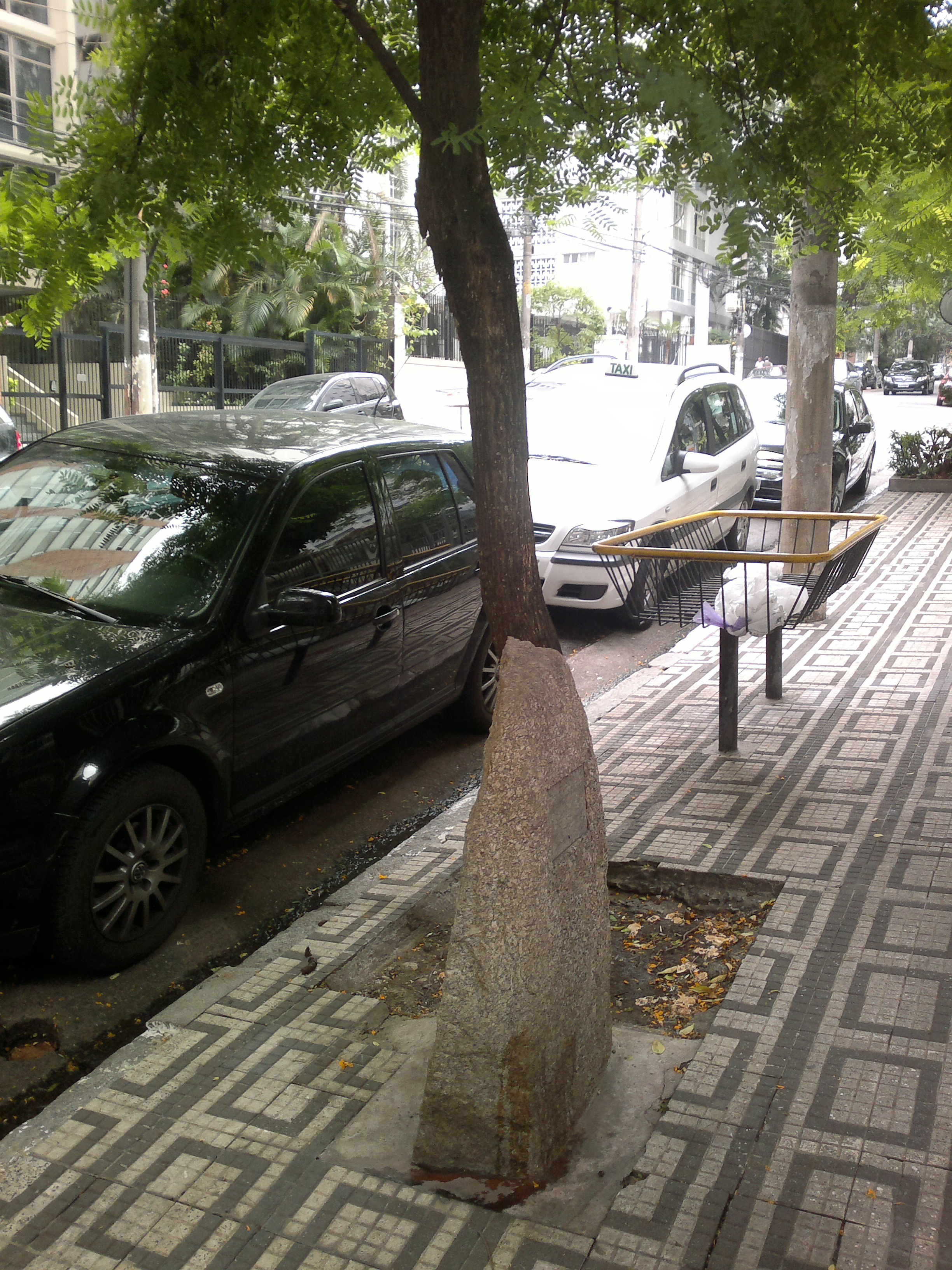
Pomník na místě, kde byl Marighella zastřelen policií

 Byl zastřelen při přepadení banky v São Paulu. Patrně nejdůležitějším dílem je teoretické zdůvodnění a praktická příručka guerillového boje ve městech nazvaná Minimanual do Guerrilheiro Urbano.